# Taça de Portugal 1954-1955
La Taça de Portugal 1954-1955 fu la 15ª edizione della Coppa di Portogallo. La squadra vincitrice fu il Benfica che sconfisse 2-1 in finale lo Sporting (campione in carica) nel derby di Lisbona. Per gli Encarnados si trattò dell'ottavo titolo in coppa nazionale.

## Squadre partecipanti
In questa edizione erano presenti tutte le 14 squadre di Primeira Divisão, 14 squadre di Segunda Divisão e il Nacional come campione di Madera.

### Primeira Divisão

#### 14 squadre
| - Académica - Atlético CP - Barreirense - Belenenses - Benfica | - Boavista - Braga - Covilhã - CUF Barreiro - Lusitano | - Porto - Sporting Lisbona - Vitória Guimarães - Vitória Setúbal |

### Segunda Divisão

#### 14 squadre
| - Coruchense - Desportivo Beja - Espinho - Farense - Gil Vicente | - Leixões - Olhanense - Olivais - Portalegrense - Portimonense | - Salgueiros - Sanjoanense - Tirsense - União de Coimbra |

### Altra partecipante
- Nacional

## Primo turno
|                   | Risultato |                  |
| ----------------- | --------- | ---------------- |
| Atlético CP       | 4 - 5     | Académica        |
| Belenenses        | 5 - 0     | Espinho          |
| Benfica           | 2 - 2     | CUF Barreiro     |
| Coruchense        | 0 - 2     | Barreirense      |
| Tirsense          | 3 - 0     | Boavista         |
| Gil Vicente       | 4 - 1     | Covilhã          |
| Leixões           | 6 - 1     | União de Coimbra |
| Salgueiros        | 5 - 0     | Olivais          |
| Farense           | 4 - 2     | Portalegrense    |
| Portimonense      | 1 - 3     | Braga            |
| Sporting Lisbona  | 6 - 1     | Desportivo Beja  |
| Vitória Guimarães | 1 - 2     | Lusitano         |
| Vitória Setúbal   | 4 - 2     | Sanjoanense      |
| Olhanense         | 1 - 5     | Porto            |

## Secondo turno
|                  | Risultato |                 |
| ---------------- | --------- | --------------- |
| Académica        | 3 - 1     | Vitória Setúbal |
| Benfica          | 5 - 0     | Barreirense     |
| Salgueiros       | 0 - 2     | Belenenses      |
| Farense          | 2 - 0     | Tirsense        |
| Braga            | 3 - 1     | Gil Vicente     |
| Sporting Lisbona | 4 - 2     | Leixões         |
| Porto            | 0 - 2     | Lusitano        |

## Quarti di finale
|            | Risultato |                  |
| ---------- | --------- | ---------------- |
| Belenenses | 0 - 1     | Académica        |
| Lusitano   | 1 - 2     | Sporting Lisbona |
| Farense    | 3 - 1     | Nacional         |
| Braga      | 1 - 4     | Benfica          |

## Semifinale
|                  | Risultato |           |
| ---------------- | --------- | --------- |
| Benfica          | 6 - 0     | Académica |
| Sporting Lisbona | 4 - 1     | Farense   |

## Finale
| Arbitro: | Vieira da Costa (Oporto) |

|                 |           |                  |
| Arsénio 63’ 65’ | Marcatori | 47’ João Martins |

| Benfica | Sporting CP |

### Formazioni
| Benfica     |   |                          |
|             |   |                          |
| POR         | 1 | Alberto da Costa Pereira |
| DIF         |   | Ângelo Martins           |
| DIF         |   | Artur Santos             |
| DIF         |   | Zézinho                  |
| DIF         |   | Jacinto Santos           |
| CEN         |   | Fernando Caiado          |
| CEN         |   | Alfredo Abrantes         |
| CEN         |   | Mário Coluna             |
| ATT         |   | José Águas               |
| ATT         |   | Francisco Palmeiro       |
| ATT         |   | Arsénio ()               |
| Sostituiti: |   |                          |
| Allenatore: |   |                          |
| Otto Glória |   |                          |

| Sporting Lisbona   |   |                 |
|                    |   |                 |
| POR                | 1 | Carlos Gomes    |
| DIF                |   | Manuel Caldeira |
| DIF                |   | João Galaz      |
| DIF                |   | Joaquim Pacheco |
| DIF                |   | Manuel Passos   |
| CEN                |   | Juca            |
| ATT                |   | Albano ()       |
| ATT                |   | João Martins    |
| ATT                |   | José Travassos  |
| ATT                |   | Leon Mokuna     |
| ATT                |   | Hugo Sarmento   |
| Sostituiti:        |   |                 |
| Allenatore:        |   |                 |
| Alejandro Scopelli |   |                 |